# Curling vid olympiska vinterspelen 2002

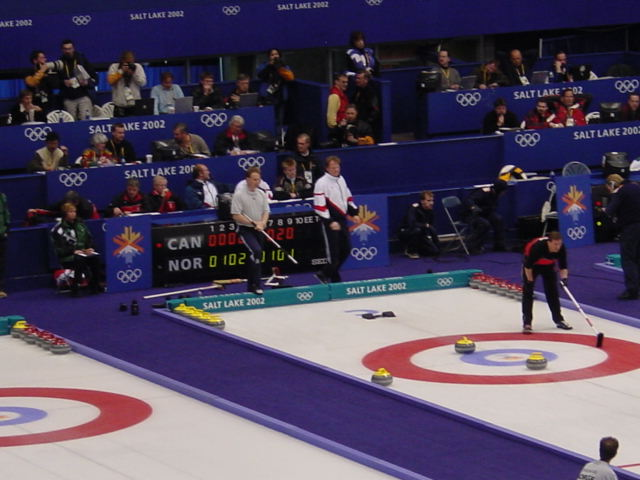
Kanada mot Norge i herrturneringen.

Tävlingarna i curling hölls mellan 11 och 18 februari 2002 i Ogden, Utah.

## Medaljörer
| Spel               | Guld                                                                                   | Silver                                                                           | Brons                                                                                      |
| Damer Detaljer...  | Storbritannien Rhona Martin Deborah Knox Fiona MacDonald Janice Rankin Margaret Morton | Schweiz Luzia Ebnöther Mirjam Ott Tanya Frei Laurence Bidaud Nadia Röthlisberger | Kanada Kelley Law Julie Skinner Georgina Wheatcroft Diane Nelson Cheryl Noble              |
| Herrar Detaljer... | Norge Pål Trulsen Lars Vågberg Flemming Davanger Bent Ånund Ramsfjell Torger Nergård   | Kanada Kevin Martin Don Walchuk Carter Rycroft Don Bartlett Ken Tralnberg        | Schweiz Andreas Schwaller Christof Schwaller Markus Eggler Damian Grichting Marco Ramstein |

## Herrar
Sveriges lag med Peja Lindholm i spetsen vann 6 av sina 9 matcher, men förlorade bronsmatchen mot Schweiz med 3-7. Tidigare hade laget besegrats av Kanada i semifinalen med 4-6.
| Medalj | Lag                                                                                      |
| Guld   | (Torger Nergård, Bent Ånund Ramsfjell, Flemming Davanger, Lars Vågberg, Pål Trulsen)     |
| Silver | (Ken Tralnberg, Don Walchuk, Carter Rycroft, Don Bartlett, Kevin Martin)                 |
| Brons  | (Marco Ramstein, Christof Schwaller, Markus Eggler, Damian Grichting, Andreas Schwaller) |
| 4      | (Peter Lindholm, Tomas Nordin, Magnus Swartling, Peter Narup, Anders Kraupp)             |
| 5      | (Markku Uusipaavalniemi, Wille Mäkelä, Tommi Häti, Jari Laukkanen, Pekka Saarelainen)    |
| 6      | (Sebastian Stock, Daniel Herberg, Stephan Knoll, Patrick Hoffmann, Markus Messenzehl)    |
| 7      | (Ulrik Schmidh, Lasse Lavrsen, Brian Hansen, Carsten Svendsgaard, Frants Gufler)         |
| 8      | (Warwick Smith, Hammy McMillan, Ewan MacDonald, Peter Loudon, Norman Brown)              |

## Damer
Storbritannien vann bara 5 av sina 9 matcher men lyckades ändå ta hem guldet. Sveriges lag (Elisabet Gustafson) gick inte vidare från gruppspelet men hade 5 vinster av 9 möjliga.
| Medalj | Lag                                                                                         |
| Guld   | (Margaret Morton, Rhona Martin, Deborah Knox, Fiona MacDonald, Janice Rankin)               |
| Silver | (Nadia Röthlisberger, Luzia Ebnöther, Laurence Bidaud, Tanya Frei, Mirjam Ott)              |
| Brons  | (Julie Skinner, Georgina Wheatcroft, Kelley Law, Diane Nelson, Cheryl Noble)                |
| 4      | (Kari Erickson, Debbie McCormick, Stacey Liapsis, Ann Swisshelm, Joni Cotten)               |
| 5      | (Natalie Nessler, Sabine Belkofer, Heeike Wieländer, Andrea Stock, Karin Fischer)           |
| 6      | (Elisabet Gustafson, Katarina Nyberg, Louise Marmont, Elisabeth Persson, Christina Bertrup) |
| 7      | (Dordi Nordby, Hanne Woods, Marianne Haslum, Camilla Holth, Kristin Tøsse Løvseth)          |
| 8      | (Akiko Katoh, Yumie Hayashi, Ayumi Onodera, Mika Konaka, Kotomi Ishizaki)                   |